# Ligny-en-Brionnais
 Ligny-en-Brionnais  es una población y comuna francesa, en la región de Borgoña, departamento de Saona y Loira, en el distrito de Charolles y cantón de Semur-en-Brionnais.

## Demografía
| 437 | 383 | 332 | 325 | 298 | 295 |
| Para los censos de 1962 a 1999 la población legal corresponde a la población sin duplicidades (Fuente: INSEE [Consultar]) |     |     |     |     |     |